# Departamento de Simoca
Departamento de Simoca är en kommun i Argentina.   Den ligger i provinsen Tucumán, i den norra delen av landet, 1 100 km nordväst om huvudstaden Buenos Aires. Antalet invånare är 29 932. Arean är 1 261 kvadratkilometer.
Terrängen i Departamento de Simoca är platt åt sydost, men åt nordväst är den kuperad.
Omgivningarna runt Departamento de Simoca är en mosaik av jordbruksmark och naturlig växtlighet. Runt Departamento de Simoca är det ganska glesbefolkat, med 25 invånare per kvadratkilometer.